# 韦州
韦州，西夏时设置的州。
唐宣宗大中三年（849年）以安乐州改置威州，治今宁夏回族自治区同心县下马关镇红城水古城。领鸣沙、温池二县，辖境约当今中宁县、同心县北部，盐池县西部。五代时，移至灵州方渠镇（今甘肃省环县）。北宋咸平年间被西夏攻占。西夏在今宁夏同心县东北韦州镇复置威州，或称韦州、南威州，置韦州静塞监军司，后改祥祐军。韦州东西屏障大山，当南北交通要冲，为军事重镇，宋、金多次攻打。蒙古帝国灭西夏，废韦州。
明代庆王朱栴在此建庆王府，设宁夏群牧千户所，亦称韦州群牧千户所。清代称韦州堡，属平远县。1913年后曾有镇戎县、豫旺县之称。1937年始称同心县。境内有康济寺塔、韦州喇嘛教式墓塔、明庆王墓、匈奴墓、韦州古城等古迹。韦州城位于同心县东北85公里大罗山东麓。城垣犹存，地处青龙山与大螺山之间。此处有两座古城。东城称新城，为明孝宗弘治十三年（1500年）巡抚王珣奏筑；西城称老城，西夏所建，为西夏十二监军司之一静塞军司驻所。韦州古城方形，边长约600米。南面设门，筑有瓮城。夯土城墙残高5—8米，上窄下宽，基宽10米。
韦州在抗日战争时期成为陕甘宁边区的一部分，是红军西征夺取重要城镇，由红十五军徐海东部在1936年解放。
红军西征同样开辟了广大的苏区，建立了豫海回族自治政府等苏维埃政权，换起了民众，尤其是广大回族群众和宗教界人士的支持，凝聚了抗日力量。
由于地理环境和交通限制，韦州经济相对贫困。2012年3月，国务院批复同意《陕甘宁革命老区振兴规划》，强调要加快推进包括韦州在内的老区发展，实施优势资源转化战略，将陕甘宁地区建设成为黄土高原生态文明示范区、国家重要能源化工基地、重点红色旅游区、现代旱作农业示范区和基本公共服务均等化试点区，到2020年实现全面建设小康社会目标。